# Дом Фурнез

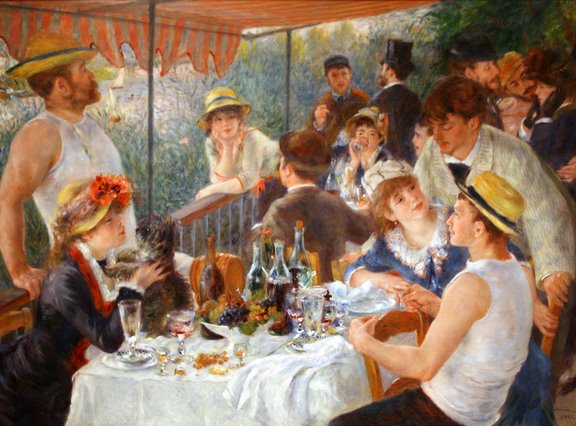
Завтрак гребцов, Пьер-Огюст Ренуар, 1881, Собрание Филлипса, Вашингтон

Дом Фурнез (фр. Maison Fournaise) — ресторан и музей, расположенный на острове Сены под названием остров импрессионистов в Шату, к западу от Парижа.
В 1857 году Альфонс Фурнез купил землю в Шату, чтобы открыть прокат лодок, ресторан и небольшой отель для туристов.
Ресторан был любимым заведением Пьера-Огюста Ренуара, который часто писал сцены в ресторане, включая «Завтрак каноистов» (1875) и «Завтрак гребцов» (1880—1881), а также несколько портретов членов семьи Фурнез и ландшафтные полотна окрестностей.
Среди постоянных посетителей ресторана были известные писатели и художники-импрессионисты, а позже фовисты — Ги де Мопассан, А. Сислей, Б. Моризо, Клод Моне, Морис де Вламинк, Андре Дерен, Анри Матисс и другие.
Закрытый в 1906 году, Дом Фурнез был восстановлен в 1990 году по инициативе городского совета Шату при поддержке американских частных фондов друзей французского искусства.